# Topică
În lingvistică, termenul „topică” are două accepțiuni. Pe de o parte este o ramură a sintaxei sau a stilisticii care se ocupă cu studiul ordinii cuvintelor în sintagme, a sintagmelor și a părților de propoziție în propoziții, și a propozițiilor în fraze. Pe de altă parte, topica desemnează însăși ordinea acestor unități. Când se vorbește despre topica unei anumite unități, aceasta înseamnă locul ei față de celelalte. După unii autori, de topică ține nu numai ordinea de succesiune a unităților, ci și apropierea, respectiv depărtarea cuvintelor cu funcție sintactică unele de altele.
Ordinea cuvintelor depinde de mai mulți factori. Există o topică obiectivă, neutră, ce depinde de caracteristicile structurii gramaticale a limbii date, care poate fi numită topică gramaticală sau canonică. Există și o topică dependentă de rolul de temă, respectiv de remă care le revine părților unei propoziții sau fraze, ce poate fi numită topică pragmatică. Mai există și o topică subiectivă, dependentă de încărcătura afectivă pe care o are pentru vorbitor una sau alta din părțile propoziției sau frazei, aceasta putând fi numită topică psihologică. Topica psihologică este totdeauna asociată cu reliefarea secvenței respective, ceea ce poate fi și cazul topicii pragmatice.

## Topica gramaticală
În funcție de limbă, topica gramaticală poate fi mai mult sau mai puțin liberă. Topica liberă nu se supune vreunor reguli, vreunei restricții, fiind la latitudinea vorbitorului sau a scriitorului, schimbarea ei neavând ca urmare modificarea raporturilor sintactice, pe când cea fixă presupune reguli și restricții a căror încălcare duce la schimbarea raporturilor sintactice.
Nu există limbi cu topică total liberă, și nici limbi cu topică total fixă la toate nivelurile: și la cel al sintagmei, și la cel al propoziției și la cel al frazei. Altfel spus, în orice limbă sunt cazuri în care topica este total fixă și altele în care este relativ liberă. În general se observă că în limbile în care raporturile sintactice se exprimă în primul rând prin afixe adăugate părților de vorbire nominale, adică cele flexionare cu declinare și cele aglutinante, topica este mai liberă decât în cele care nu prezintă această caracteristică, exprimând raporturile sintactice în primul rând prin topică. De exemplu, în limba latină, Agnum est lupus și Lupus est agnum au același sens gramatical, „Lupul mănâncă mielul”, dar în limba franceză, numai Le loup mange l’agneau are acest sens, nu și L’agneau mange le loup „Mielul mănâncă lupul”. Și în engleză, limbă de asemenea fără declinare, tot topica exprimă funcțiile sintactice într-o propoziție canonică: Philip sees Caroline „Philip o vede pe Caroline” nu este egală cu Caroline sees Philip „Caroline îl vede pe Philip”.
Gradul de libertate a topicii este legat și de prezența sau absența acordului. De exemplu, în limba maghiară, în care atributul adjectival nu se acordă cu substantivul determinat, acesta urmează totdeauna atributul, dar în latină, limbă în care între cele două entități există acord în gen, număr și caz, ordinea lor este liberă.
Componenta succesiune a topicii canonice poate fi foarte diferită de la o limbă la alta. Exemplu de sintagmă nominală cu mai mult de doi termeni în engleză și în limba fula:
| engleză: | one      | big     | red    | ball  |
|          | o        | mare    | roșie  | minge |
| fula:    | balloŋre | woɗeere | mawnde | woore |
|          | minge    | roșie   | mare   | o     |

Cuvintele din cele două sintagme își corespund exact, ambele au același sens, dar cuvintele se succed într-o ordine exact opusă. Totuși există asemănări între cele două sintagme în privința apropierii/depărtării termenilor unii față de alții: cuvântul cu sensul „roșie” este mai aproape de cel care înseamnă „minge”, decât cuvântul cu sensul „mare”, iar cuvintele care înseamnă „roșie” și „mare” sunt mai aproape de cuvântul cu sensul „minge”, decât cuvântul cu sensul „o”. Prin urmare, componenta apropiere/depărtare este mai puțin supusă variațiilor de la o limbă la alta, decât componenta succesiune.

### Topica gramaticală și tipologia lingvistică
Topica joacă un rol în tipologia lingvistică sintactică a limbilor din mai multe puncte de vedere, dintre care unul este locul subiectului, al predicatului și al complementului direct unele față de altele într-o propoziție canonică, adică enunțiativă, independentă sau principală, cu subiectul și complementul direct exprimate prin substantiv, care conține numai aceste trei părți, în care nu se acordă rolul de temă, respectiv de remă niciuneia dintre acestea și nu se scoate în evidență niciuna din ele. Asftel se disting șase tipuri de limbi, desemnate prin siglele formate din inițialele cuvintelor englezești subject „subiect”, verb „verb” și object „complement direct”: SOV, SVO, VSO, VOS, OVS și OSV. Româna, de exemplu, este din acest punct de vedere o limbă SVO.
Există diverse studii privitoare la includerea limbilor în aceste tipuri și la clasamentul tipurilor referitor la numărul de limbi pe care îl includ.
Dintr-un studiu realizat pe 1377 de limbi reiese următorul clasament:
| Tip de limbă          | Număr de limbi | Exemple de limbi  |
| --------------------- | -------------- | ----------------- |
| SOV                   | 565            | japoneza, turca   |
| SVO                   | 488            | engleza, franceza |
| VSO                   | 95             | irlandeza, maori  |
| VOS                   | 25             | limba nias        |
| OVS                   | 11             | limba hixkaryana  |
| OSV                   | 4              | limba nadëb       |
| Fără topică dominantă | 189            |                   |

Se observă că în majoritatea limbilor, subiectul este pe primul loc în propoziție.

## Topica pragmatică
O propoziție canonică, neutră, este așa și din punct de vedere pragmatic. Într-o asemenea propoziție nu se face niciun efort pentru atribuirea rolurilor de temă și de remă părților sale și nu i se scoate în evidență nicio parte. Cel puțin în unele limbi, într-o asemenea propoziție, tema ocupă primul loc, fiind de regulă subiectul (împreună cu termenii care constituie sintagma sa, dacă este cazul), iar rema este tot restul propoziției situat după temă. Exemple:
- fr : Pierre aime Marie „Pierre o iubește pe Marie”[12];
- en : Philip sees Caroline „Philip o vede pe Caroline”;
- cnr : Komšija prodaje kuću „Vecinul vinde o casă”[13] ;
- hu : Mária szereti az anyját „Mária o iubește pe maică-sa”[14].

Propoziția văzută ca enunț, adică într-o situație de comunicare dată, nu este totdeauna canonică. Vorbitorul sau scriitorul este cel care atribuie rolurile de temă și de remă, în funcție de intențiile sale de comunicare.
Topica poate fi și în acest caz temă + remă, dar tema nu mai corespunde cu subiectul. Este tematizată altă parte a propoziției și eventual scoasă în evidență. O asemenea propoziție este deseori un răspuns complet la o întrebare, în care vorbitorul tematizează ceea ce era remă în întrebare, deși în dialog de obicei se evită repetarea ei. Tematizarea se poate face prin simpla deplasare a părții respective a propoziției în raport cu poziția sa canonică, sau prin deplasare însoțită de folosirea unor cuvinte suplimentare. În ambele cazuri, cuvântul nucleu al secvenței respective poartă accentul cel mai puternic dintre toate cuvintele din propoziție. În unele limbi, precum româna sau maghiara, este mai frecvent primul procedeu, în altele, cum este franceza, este mai pregnant al doilea. În cele ce urmează se prezintă numai exemple de simplă schimbare a topicii.
- fr  Elles parlèrent de la chère femme, interminablement [...] „Au vorbit foarte îndelung despre femeia dragă” (Émile Zola)[15];

Grâce à toi, notre avenir est assuré „Datorită ție, viitorul nostru este asigurat”;
Ont été reçus Pierre, Paul et Marie „Au reușit (la examen) Pierre, Paul și Marie” (răspuns posibil la „Cine a reușit?”);
De cet auteur, nous ne savons rien „Despre autorul acesta nu știm nimic” (răspuns posibil la „Ce știți despre autorul acesta?”);
Demain, je vais à la poste „Mâine merg la poștă” (răspuns posibil la „Ce faci mâine?”);
De cette brouille, je n’ai jamais su les motifs exacts „Niciodată n-am aflat motivele exacte ale acestei rupturi”.
- en [18] The money John gave to Peter yesterday „Banii, John i i-a dat lui Peter ieri” (răspuns posibil la „Ce s-a întâmplat cu banii?”);

To Peter John gave the money (yesterday) „Lui Peter, John i-a dat banii (ieri)” (răspuns posibil la „Ce i-a dat John lui Peter?”);
Yesterday John gave the money to Peter „Ieri, John i-a dat banii lui Peter” (răspuns posibil la „Ce-ai spus că s-a întâmplat ieri?”);
- hu [14] Szereti Mária az anyját „O iubește Mária pe maică-sa”;

Mária az anyját szereti „Mária pe maică-sa o iubește”.
Topica poate fi și remă + temă, de exemplu în răspunsuri, tema fiind de obicei omisă pentru evitarea repetării conținutului său. Și aceasta se poate face prin reliefarea secvenței respective la începutul propoziției, fără cuvinte suplimentare în unele limbi, dacă propoziția este completă. Exemple în maghiară:
| – Kivel találkoztál ma reggel a villamoson? „Cu cine te-ai întâlnit azi dimineață în tramvai?” | – Az anyósoddal (találkoztam ma reggel a villamoson) „Cu soacră-ta (m-am întâlnit azi dimineață în tramvai)”; |
| – Mikor találkoztál az anyósommal? „Când te-ai întâlnit cu soacră-mea?”                        | – Ma reggel (találkoztam az anyósoddal a villamoson) „Azi dimineață (m-am întâlnit cu soacră-ta în tramvai)”; |
| – Hol találkoztál az anyósommal? „Unde te-ai întâlnit cu soacră-mea?”                          | – A villamoson (találkoztam ma reggel az anyósoddal) „În tramvai (m-am întâlnit cu soacră-ta azi dimineață).  |

## Topica psihologică
Reliefarea prin schimbarea topicii față de cea canonică se face deseori din motive afective.
Un exemplu pentru aceasta este în unele limbi plasarea atributului adjectival, care în sintagma neutră se plasează după substantivul determinat, înaintea acestuia. Exemple:
- ro  minunatul discurs vs. discursul minunat[20];
- fr  On nous a servi un excellent repas vs. On nous a servi un repas excellent „Ni s-a servit o masă excelentă”[21].

Schimbarea locului numelui predicativ poate avea același motiv:
- ro  E frumoasă marea[22];
- fr  Amères sont les larmes qu’on verse à vingt ans „Amare sunt lacrimile pe care le vărsăm la douăzeci de ani” (Julien Green)[23].

## Particularități ale topicii în limba română
În română, topica este relativ liberă, adică nu este fixă, ca în limbile în care predicatul sau atributul adjectival nu pot sta decât într-un anumit loc. Totodată, ea nu este nici absolut liberă, adică în general există preferință pentru o anumită topică, uneori aceasta fiind chiar fixă, de exemplu în cazul unor pronume personale neaccentuate (Îl văd, Am văzut-o), în cel al propozițiilor coordonate adversative (Nu scrie, ci dictează) și conclusive (Am promis, deci vin), al subordonatelor atributive propriu-zise (A trimis observatori care să-i relateze tot) sau al consecutivelor propriu-zise (Erau atâția călători, încât n-aveau loc).
În unele cazuri, topica este liberă, fără să existe vreo diferență sintactică, semantică, stilistică sau de reliefare între variante: elevul cel mai bun / cel mai bun elev, celălalt om / omul celălalt.
În alte cazuri, schimbarea locului unui termen modifică și caracteristicile sale din unul dintre punctele de vedere de mai sus:
- În domeniul sintaxei, de exemplu, numai locul termenilor diferențiază într-o propoziție neutră subiectul de numele predicativ exprimate prin substantive articulate, pe locul întâi fiind subiectul: Lectura este pasiunea mea vs. Pasiunea mea este lectura[26].
- Prin funcția sa semantică, topica diferențiază sensuri lexicale ale unui cuvânt (o nouă carte „alta, încă una” vs. o carte nouă „nu veche”) sau numai nuanțe, de exemplu între valoarea de calificare și cea de identificare a unui adjectiv: frumoasele fete vs. fetele frumoase[27].
- Funcție stilistică are, de exemplu, antepunerea adjectivului posesiv: steagul nostru (limba comună) vs. al nostru steag (stilul poetic)[28].
- Scoaterea în evidență a unei părți de propoziție se face în general prin deplasarea spre stânga a acesteia față de locul ei în propoziția neutră și accentuarea sa mai puternică:

- reliefare cauzată de importanța pe care i-o dă vorbitorul elementului respectiv:

- predicat: Au devenit ruginii câmpiile (Zaharia Stancu);
- complement direct: Lupul păru-și schimbă, iar năravul ba (Costache Negruzzi);
- complement indirect: Solului nu i se taie capul (Costache Negruzzi);
- complement circumstanțial: După furtună vine și vreme bună (Folclor).

- reliefare din necesități de ordin afectiv: Bine ți-a făcut! vs. Ți-a făcut bine.